# Porphyrio paepae
Il pollo sultano delle Marchesi (Porphyrio paepae) è una specie estinta di pollo sultano.

## Storia
Potrebbe essere sopravvissuto fino al 1900 c. Nell'angolo in basso a destra del dipinto di Paul Gauguin Le Sorcier d'Hiva Oa ou le Marquisien à la cape rouge, del 1902, è presente un uccello che nella fisionomia ricorda la descrizione di P. paepae fatta dai nativi.